# 比尔·贝尔
威廉·“比尔”·贝尔（英語：William "Bill" Bell，1927年—2016年11月28日），加拿大男子篮球运动员。他曾代表加拿大获得1948年夏季奥运会男子篮球比赛第九名。他于2016年在不列颠哥伦比亚省维多利亚去世。